# Folke Wassén
Folke Viktor Wassén (ur. 18 kwietnia 1918 w Göteborgu, zm. 22 października 1969 tamże) – szwedzki żeglarz, olimpijczyk, zdobywca brązowego medalu w regatach na Letnich Igrzyskach Olimpijskich w 1952 roku w Helsinkach.
Na Letnich Igrzyskach Olimpijskich 1952 zdobył brąz w żeglarskiej klasie 5,5 m. Załogę jachtu Hojwa tworzyli również Magnus Wassén i Carl-Erik Ohlson.
Brat Magnusa Wasséna.